# إكرنان (غسات)
إكرنان هي إحدى مشيخات المملكة المغربية، تتبع جغرافيا لإقليم ورززات وإداريًا لغسات. يقدر عدد سكانها بـ 3058 نسمة حسب الإحصاء الرسمي للسكان والسكنى لسنة 2004.